# Synergetická lingvistika
Synergetická lingvistika (nebo také systémově-teoretická lingvistika) je subdisciplína kvantitativní lingvistiky (školy Gabriela Altmanna). Jedná se o specifický způsob vysvětlení v lingvistice, kdy je jazyk popisován jako seberegulační a sebeorganizující komplexní systém. Svým funkčně-analytickým pohledem na jazyk se vymezuje vůči strukturalismu a generativismu. Autorem přístupu a modelu je Reinhard Köhler, který jej představil roku 1986 ve své dizertační práci Zur linguistichen Synergetik: Struktur und Dynamik der Lexik.

## Cíle
Hlavním cílem synergetické lingvistiky je poskytnout rámec pro budování („univerzálních“) lingvistických teorií pomocí dedukce, tyto teorie testovat a vytvořit pomocí nich síť zákonů a tvrzení, které by vysvětlovaly jazykové jevy. Vzhledem k obtížnosti (až nemožnosti) vysvětlovat jevy v lingvistice pomocí kauzality, volí synergetika funkční vysvětlení. Na rozdíl od generativismu si nemyslí, že gramatická pravidla a formalismy mají explanační sílu. Podle Köhlera jsou všechny lingvistické „teorie“ pouze formalismy.
Dále se synergetická lingvistika snaží obnovit náhled na jazyk jako na současně psychologicko-sociální a biologicko-kognitivní jev (kognitivní paradigma totiž podle ní příliš vytlačilo psychologicko-sociální náhled). Jako součást kognitivních aspektů modelu Köhler zavádí hypotézu registru (sem spadá např. velikost paměti: jak dlouhou větu jsme si schopni zapamatovat a vytvořit).

## Způsob popisu
Hlavním axiomem synergetické lingvistiky je, že jazyk je sebeorganizující a seberegulační systém, který je udržován v rovnováze kooperativními a kompetitivními procesy. To znamená, že je speciálním typem dynamického systému. Synergetická lingvistika využívá statistiku, ale na rozdíl od generativismu se nespoléhá pouze na pravděpodobnost. Přístup je inspirován termodynamikou, kybernetikou a teorií systémů. Přestože existují i snahy o dynamický popis (Piotrowského zákon), který by reflektoval diachronní proměny lingvistických systémů, empirické testování je prováděno synchronně – na jednom konkrétním stavu jazyka. Proto jsou využívány většinou distribuční a funkční lingvistické zákony.
Synergetické modely lingvistických (nebo sémiotických systémů) obsahují tři základní typy prvků: veličiny, vně-systémové požadavky a parametry. Modely jsou zachycovány pomocí orientovaných grafů (za což je Köhler kritizován, protože vyjadřování směrů působení může být považováno za kauzalitu, přitom se má jednat o čistě nekauzální popis), které vyjadřují směr a způsob působení (pozitivní/negativní vliv). Veličiny jsou značeny pomocí obdélníků, požadavky pomocí kroužků a parametry pomocí čtverců. Model odráží vztahy mezi plány a prvky jazykové struktury. Aby mohlo dojít k empirickému ověření, jsou jednotky dobře definovány (např. „Polytextie lexikální jednotky je počet kontextů, ve kterých je používána.“).

### Identifikované prvky
Pro jednotlivé jazykové roviny existují jednotlivé submodely.

#### Úroveňfonémů
Na nejnižší úrovni – fonémické – byly identifikovány veličiny délka slova, velikost inventáře (celkový počet různých fonémů) a podobnost, na ty působí ekonomizace produkčního a dekódujícího úsilí a požadavky na paměť.

#### Úroveňlexémů
Na lexikální rovině Köhler identifikoval následující požadavky:
| Požadavek                        | Působení na veličinu   | Směr |
| -------------------------------- | ---------------------- | ---- |
| Minimalizace kódujícího úsilí    | Počet fonémů Polylexie | − +  |
| Minimalizace dekódujícího úsilí  | Počet fonémů Polylexie | + −  |
| Zajištění přenosu (redundance)   | Délka (lexému)         | +    |
| Kódování                         | Velikost lexikonu      | +    |
| Specifikace                      | Polylexie              | −    |
| Kontextová ekonomizace           | Polytextie             | +    |
| Kontextová specifikace           | Polytextie             | −    |
| Užití                            | Frekvence              | +    |
| Minimalizace produkčního úsilí   | Délka (lexému)         | −    |
| Minimalizace velikosti inventáře | Velikost lexikonu      | −    |

#### Úroveňsyntaktická
Syntaktickou rovinu Köhler začal modelovat roku 1999 a podrobně ji popsal v knize Quantitative Syntax Analysis z roku 2012. Jako centrální jednotku zvolil syntaktickou konstrukci po vzoru gramatiky frázových struktur. Požadavky uvedené kurzívou představují efekt řádových parametrů na distribuci systémových veličin.
Upozornění: následující tabulka nezachycuje všechny vztahy v modelu.
| Veličina                                    | Požadavek |
| ------------------------------------------- | --- |
| Důležitost                                  | - |
| Frekvence                                   | Užití <- Požadavek komunikace |
| Informace                                   | Minimalizace strukturní informace <– Minimalizace paměťového úsilí                                                                                              |
| Hloubka (vnoření)                           | Preference větvení doprava – Minimalizace paměťového úsilí Limitace prohlubování vnoření – Minimalizace paměťového úsilí                                        |
| Komplexita                                  | Maximalizace kompaktnosti – Optimální kódování Minimalizace produkčního úsilí Hawkinsova hypotéza lidského parsovacího principu – Minimalizace paměťového úsilí |
| Množství strukturní informace na pozici 1   | Menzerath-Altmannův zákon |
| Multifunkcionalita                          | Optimální kódování Minimalizace strukturní informace <- Minimalizace paměťového úsilí                                                                           |
| Pozice                                      | Maximalizace kompaktnosti – Optimální kódování Minimalizace produkčního úsilí                                                                                   |
| Téma-réma                                   | - |
| Topikalita                                  | - |
| Velikost inventáře funkčních ekvivalentů    | Minimalizace velikosti inventáře – Minimalizace paměťového úsilí Minimalizace strukturní informace <- Minimalizace paměťového úsilí Optimální kódování          |
| Velikost inventáře kategorií                | Minimalizace velikosti inventáře |
| Velikost inventáře syntaktických konstrukcí | Kódování (syntaktickými prostředky) – Požadavek komunikace |

#### Parametry
Parametry jsou největším problémem modelu, protože se dosud podařilo interpretovat pouze jeden: syntetičnost v lexikálním subsystému, u ostatních není jasné, co znamenají (např. fraktálnost). Parametry vyjadřují, jakou mírou na sebe veličiny/požadavky působí.

##### Syntetičnost
Syntetičnost lze vypočítat jako počet lexémů dělený počtem slovních forem, které mohou vygenerovat. To znamená, že čím frekventovanější je slovo, tím je kratší – ale existuje zde zpětná vazba, pročež se zavádí korekční faktor. Jako příklad lze uvést němčinu, kde je častý výskyt složenin. Čím delší potom slovo bude, tím méně synonym bude mít.